# Yoshiji Kigami
Yoshiji Kigami (木上 益治 Kigami Yoshiji?, 28 de diciembre 1957 - 18 de julio de 2019) fue un animador, director y artista de storyboard japonés. El comenzó trabajando en Shin-Ei Animation, después en Animaruya y luego se unió al estudio Kyoto Animation.

## Carrera
Cuando era joven, Kigami era un gran seguidor de las películas Disney y en las obras de anime basadas en los  mangas de Osamu Tezuka, y esto fue lo que llevó a convertirse en animador. Empezó trabajando en Shin-Ei Animation antes de unirse a Kyoto Animación. Kigami se hizo conocido en la industria por su trabajo en La tumba de las luciérnagas y Akira como animador clave. En 2003, Kigami dirigió su primer trabajo, Munto, y luego se convirtió en instructor en el programa de enseñanza de Kyoto Animation. En las producciones de Kyoto Animation, usó el seudónimo Ichirou Miyoshi (三好 一郎) al hacer el guion gráfico, y Fumio Tada (多 田文 男) al hacer la animación clave.

## Muerte
El 18 de julio de 2019, durante el ataque incendiario de Kyoto Animation, Kigami fue asesinado junto con 35 de sus colegas, y otros 33 resultaron heridos; Inicialmente, Kigami fue declarado desaparecido después del ataque debido a que su madre declaró que no podía ser contactado inmediatamente después del incendio. Su muerte fue confirmada el 2 de agosto de 2019.

## Filmografía
- La tumba de las luciérnagas: Animación clave
- Cat's Eye: Animación clave (4 episodios)
- Akira: Animación clave
- Doraemon (7 películas): Animación clave
- Robotan: director de episodio (ep 5)
- Lucky Star: Director de Animación (ep 18)
- Clannad: Director de animación (ep 3); Animación clave (ep 12, ep 23, ep 24)
- Chūnibyō Demo Koi ga Shitai!: Director de episodio (ep 6); storyboard ep (ep 6)
- Crayon Shin Chan Películas (1; 3;7;9) : Animación clave
- Hyouka: Animación clave; Storyboard (ep 5); Director de episodio (ep 5)
- K-On!: Animación clave (ep 10, ep 12)
- K-On! Película: Animación clave
- Munto: Director
- Tamako Market: Director de episodio (ep 2, ep 9), storyboard (ep 9), Animación clave (ep 1)
- Violeta Evergarden: Director de episodio (ep 6), Storyboard (ep 6)
- Nichijou: Director de episodio (ep 6, ep 14, ep 20), Storyboard (ep 6, ep 14, ep 20)
- AIR: Storyboard (ep 11), Director de Episodio (ep 11)
- Free!: Animación clave
- Full Metal Panic? Fumoffu: Storyboard (ep 3, ep 7), Director de episodio (ep 3, ep 7)
- Full Metal Panic! The Second Raid: Storyboard (ep 4, ep 8, ep 12), Director de episodio (ep 4, ep 12)
- Hibike! Euphonium: Director de episodio (ep 5, ep 12)
- Baja No Estudio: Director
- Una Voz Silenciosa: Animación clave